# Liste der französischen Literaturpreise
Zu den in Frankreich vergebenen Literaturpreisen gehören:
- Prix Aznavour Des Mots d'Amour, seit 2023
- Blumenspiele
- Candide-Preis
- Europäischer Preis für Literatur
- Franz-Hessel-Preis
- Grand prix catholique de littérature, seit 1945, gegründet als Prix du Renouveau français
- Grand Prix de la Ville d’Angoulême
- Grand Prix de l’Imaginaire – Phantastische Literatur – seit 1974
- Grand prix de littérature policière – Kriminalliteratur – seit 1948
- Grand Prix de Poésie de l’Académie française
- Grand Prix du Roman de l’Académie française
- Grand Prix du Théâtre
- Grand Prix littéraire de l’Afrique noire
- Joseph-Roth-Preis
- Prix Mallarmé
- Prix Apollinaire
- Prix Arletty – Bühnenschauspielerinnen, -regisseurinnen und -autorinnen
- Prix Claude-Farrère
- Prix Comtois du Livre
- Prix Cosmos
- Prix Décembre
- Prix des Lycéens allemands
- Prix des Critiques
- Prix des Deux Magots
- Prix des Libraires
- Prix du Meilleur livre étranger
- Prix du polar européen – Kriminalliteratur
- Prix du premier roman
- Prix du Quai des Orfèvres – Kriminalliteratur
- Prix du roman populiste
- Prix du Roman d’Aventures – Kriminalliteratur
- Prix Femina
- Prix Fénélon
- Prix Françoise Sagan
- Prix Goncourt – wichtigster französischer Literaturpreis
- Prix Guillaume Apollinaire
- Prix Interallié
- Prix littéraire de la Vocation
- Prix littéraire de l’armée de Terre – Erwan Bergot
- Prix Lucien Febvre
- Prix Marcel Aymé
- Prix François-Mauriac
- Prix Max Cukierman
- Prix Médicis
- Prix mondial Cino Del Duca
- Prix Monte-Cristo
- Prix Mystère de la critique – Kriminalliteratur
- Prix Méditerranée
- Prix Renaudot
- Prix René Falle
- Prix Sang d’encre
- Prix Saint-Simon
- Prix Vendredi – Jugendliteratur
- René-Schickele-Preis
- Prix du Roman d’Aventures